# Distrito de Wadi Al Shatii
Wadi Al Shatii (en árabe: وادي الشاطئ‎ Wādī aš Šāṭi) es uno de los veintidós distritos de Libia. Su ciudad capital es la ciudad de Birak. Posee fronteras internacionales con Argelia, más precisamente con la Provincia de Illizi. 